# NGC 1915
NGC 1915 je jedan do danas nepotvrđen objekt u zviježđu Zlatnoj ribi. Sva promatranja poslije nisu na tom položaju uočila nikoji objekt.

## Vanjske poveznice
- SEDS: NGC 1915